# Болотана
Болотана (італ. Bolotana, сард. Bolòtana) — муніципалітет в Італії, у регіоні Сардинія, провінція Нуоро.
Болотана розташована на відстані близько 350 км на південний захід від Рима, 125 км на північ від Кальярі, 32 км на захід від Нуоро.
Населення — 2698 осіб (2014).

## Демографія
Населення за роками:

Станом на 1 січня 2023 року в муніципалітеті офіційно проживав 71 іноземець з 11 країн, серед них 8 громадян країн Євросоюзу.

## Сусідні муніципалітети
- Бонорва
- Бортігалі
- Іллораї
- Леї
- Макомер
- Норагугуме
- Орані
- Оттана
- Сіланус